# Balázs Holló
Balázs Holló (Eger, 10 de febrero de 1999) es un deportista húngaro que compite en natación, especialista en el estilo libre. Ganó cuatro medallas en el Campeonato Europeo de Natación, en los años 2022 y 2024.

## Palmarés internacional
| Campeonato Europeo | Campeonato Europeo | Campeonato Europeo | Campeonato Europeo    |
| Año                | Lugar              | Medalla            | Prueba                |
| ------------------ | ------------------ | ------------------ | --------------------- |
| 2022               | Roma (Italia)      | Medalla de oro     | 4 × 200 m libre       |
| 2024               | Belgrado (Serbia)  | Medalla de oro     | 4 × 200 m libre mixto |
| 2024               | Belgrado (Serbia)  | Medalla de plata   | 400 m estilos         |
| 2024               | Belgrado (Serbia)  | Medalla de plata   | 4 × 200 m libre       |